# Vartolomei Măzăreanu
Vartolomei (sau Vartolomeu) Măzăreanu a fost egumen al mănăstirilor Putna și Solca, arhimandrit și unul dintre erudiții monahi ai bisericii din Bucovina, fiind copist, traducător și compilator de opere didactice și religioase.

## Biografie
Arhimandritul Vartolomei Măzăreanu s-a născut la 1710, în împrejurimile Câmpulungului, probabil la Slătioara. Neamul Măzereștilor își are obârșia în zona Câmpulungului Moldovenesc. 
Arhimandritul provenea dintr-o familie destul de numeroasă, părinții săi, Ghenadie și Sanda, au avut cinci copii, iar majoritatea a îmbrățișat haina monahală. Tatăl său a fost preot, iar apoi a îmbrăcat haina monahală sub numele de Ghenadie. Bunicul său a îmbrățișat și el viața monahală, cu numele de Ioanichie. Frații săi, Toader și Nicolae, au fost preoți, una dintre surori a fost monahia Elena, iar cealaltă se numea Maria. 
Este hirotonit la mănăstirea Putna în 1743. Studiază la Belgorod. Devine arhimandrit în 1755. 
Pentru viața sa curată, înclinată spre rugăciune și studiu, mitropolitul Iacov îl recomandă să se îngrijească de Mănăstirea Putna din postura de egumen, în perioadele 1757-1758, 1759 și 1762-1768.  
O mare parte a timpului și-o dedică școlii mănăstirești, unde activează ca profesor. Scrie traduceri din slavonă și rusă. 
De la mănăstirea Putna, în 1768, se retrage la Mănăstirea Solca, unde este ales egumen. La ctitoria voievodului Ștefan Tomșa al II-lea se dedică continuării muncii unui alt ieromonah, Teodor Scânteie, care se ocupase de școala mănăstirească de aici.  
Tot în acest an începe războiul dintre Imperiul Țarist și Imperiul Otoman, care are loc între anii 1768-1774. La dorința expresă a generalului rus Elem, egumenul Vartolomei Măzăreanu conduce o delegație diplomatică în Rusia, alături de Inochentie, episcop de Huși (1752-1782). Din această călătorie Vartolomei aduce acasă, la Mănăstirea Solca, o Sfântă Evanghelie bogat ornamentată, împreună cu treizeci și șapte de cărți în limba slavonă. Sub Grigore Ghica este numit „îndreptător al școalelor domnești, episcopești și mănăstirești“, însărcinat cu inspectarea școlilor din Moldova, cu care se îndeletnicește și după cedarea unei părți din țară habsburgilor.  
Călătorește la Kiev în 1758 și la Petersburg (1769-1770). 
La bătrânețe se întoarce la mănăstirea Putna, unde se dedică activității didactice, conducând Academia duhovnicească, avându-l elev și pe viitorul ierarh al Bisericii din Bucovina, Isaia Băloșescu, menționat printre absolvenții acestei școli. 
Devine membru al Academiei Duhovnicești din Kiev în 1778, de unde aduce cărți și daruri pentru mănăstirile moldovenești. 
Slăbit, în vârstă, obosit de călătoriile făcute în friguroasa și îndepărtata Rusie, arhimandritul Măzăreanu, la 1 ianuarie 1779, își alcătuiește testamentul, iar în luna august, după o călătorie la Mănăstirea Humor, moare la Putna.

## Activitatea scriitoricească
A lăsat în urmă o bogată literatură teologică și istorică, care depășește cifra de 80 de titluri, dintre care amintim: Ithica ieropolitica, „Apaftegmata adică Cuvinte vitievești sau filosofești“, „O istorisire a ctitoriei mitropolitului Iacov în Mănăstirea Putna“, „Darea de seamă“, „Diata ieromonahului Teoctist Georgescu“, „Istoria Mănăstirii Putna“, „Cuvânt de îngropare vechiului Ștefan Voevod, Domnul Moldovei, ce s-a numit mare pentru marile vrednicii și vitejii ale sale“."
"A compilat și transcris un mare număr de documente mănăstirești (asa-numitele condici ale mănăstirilor Solca și Voroneț), cu unele adaosuri de natura istorica, un corpus al cronicilor moldovene din care se mai păstrează doar un fragment cuprinzând texte din Neculce si Ion Canta si a scris o scurta istorie a mănăstirii Putna; a tradus foarte mult, numai din slavona și rusa, opere religioase (Leastvita lui Ion Scărarul, viețile sfinților Gheorghe și Macarie Egipteanul, un panahidic etc), didactice (o antologie de maxime și învățături morale, un fragment despre Moldova dintr-o geografie ruseasca tipărita la 1770), istorice (un fragment dintr-un cronograf rusesc, probabil cel al lui Dimitrie al Rostovului) si chiar o Esopie, pierduta astazi. Lui Vartolomei Mazareanu i s-a atribuit si un Cuvint de ingroparea vechiului Stefan Voievod, domnul Moldaviei, publicat de Kogalniceanu in Arhiva romaneasca, II, 1841, dupa un manuscris primit de la Hurmuzaki, apoi pierdut; falsul a fost identificat de Ov. Densusianu, care i-a gasit si modelul francez (oratiile funebre ale lui Esprit Flechier), si l-a atribuit lui Iordache Sion. Sub aceeasi banuiala cad si celelalte texte publicate de Kogalniceanu in 1841, mai ales un Cuvint pentru rabdare si o Epistolie catra Evagoras, unde sint citati Aristotel, Cicero, Platon, Socrate s.a., un fel de replica filosofica („singura bunatatea este a cinstei ceii adevarate izvor") data unui text autentic a lui Evagrie Pontianul („pentru umilinta sufletului") care a circulat mult in secolul al XVIII-lea, condamnind „infrumusetirea hainelor", „inmultirea bucatelor" s.a. Scurta insemnare a calatoriei la Petersburg, din 1770, nu are importanta care i s-a acordat, fiind mai mult un elogiu al darniciei tarinei Ecaterina decit un jurnal".